# Bulbophyllum khasyanum
Bulbophyllum khasyanum är en orkidéart som beskrevs av William Griffiths. Bulbophyllum khasyanum ingår i släktet Bulbophyllum och familjen orkidéer. Inga underarter finns listade i Catalogue of Life.